# デトレフ・フォン・リーリエンクローン

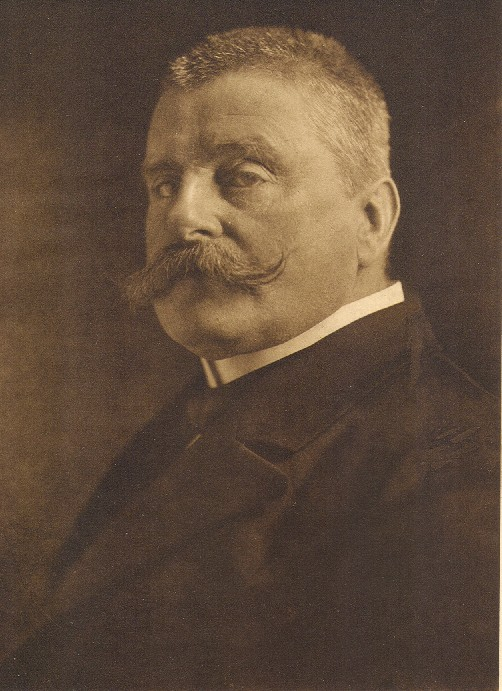
リーリエンクローン（1905年）、ルドルフ・デュールコープ撮影

デトレフ・フォン・リーリエンクローン（Detlev von Liliencron、本名：フリードリヒ・アドルフ・アクセル・デトレフ・リーリエンクローン（Friedrich Adolf Axel Detlev Liliencron）、 1844年6月3日 - 1909年7月22日）は、ドイツの詩人。日本語カタカナでの姓表記はリリエンクローンとも。

## 生涯
キール出身。1866年より軍隊に入り普墺戦争、普仏戦争に従軍、負傷。軍隊を退いたあとは一時アメリカ合衆国に渡った。帰国後プロイセンの官吏となり、30代で詩作を始め『副官騎行』（1883年）で注目を集めた。軍人気質の実直さや文学的な伝統にとらわれない感覚的な詩風で、印象主義の詩人として人気があった。劇作や小説も残している。